# کالری (جاسک)
کالری یک روستا در ایران است که در دهستان گابریک واقع شده‌است. کالری ۱۱ نفر جمعیت دارد.